# 朝日奈明
朝日奈明（日語：朝日奈 あかり、あさひな あかり，1988年5月30日—）是一名日本AV女優。出身于群马县。

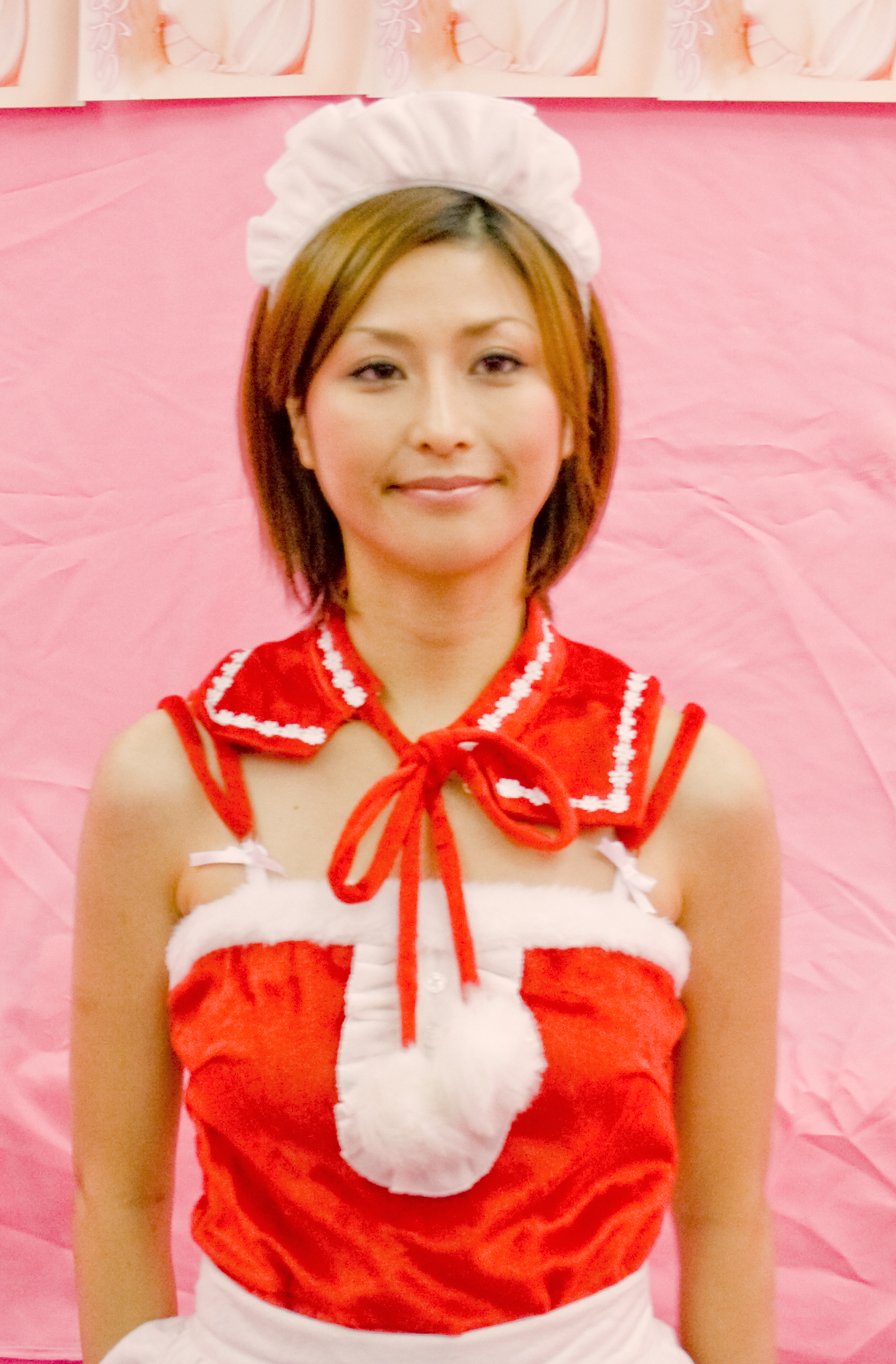

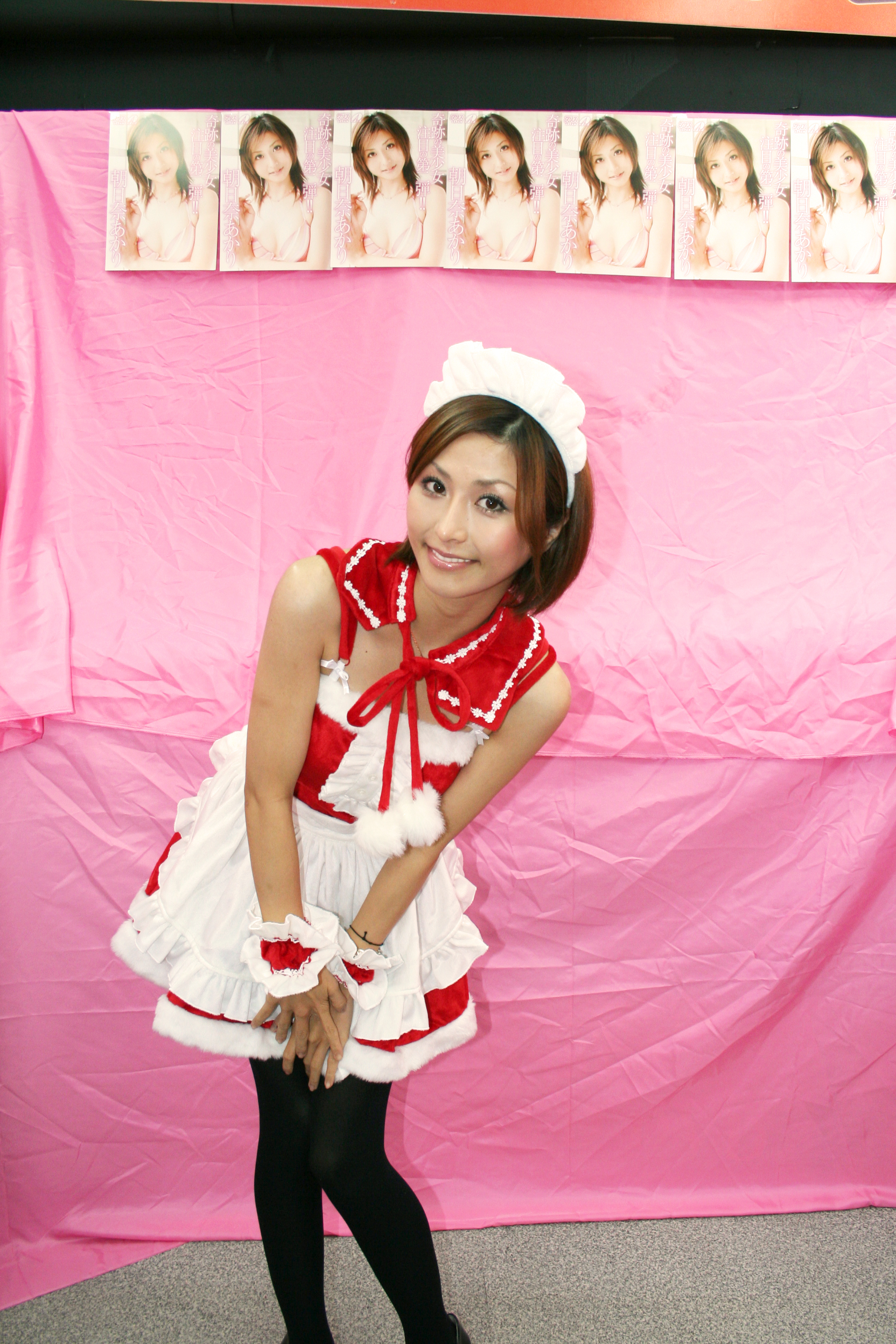

## 略历
2008年12月，以AV作品（Alice Japan）出道

## 人物
- 特技：篮球、珠算

## 作品

### AV
2008年

### 综艺节目
- ビ〜チ9（2009年1月～2010年12月 埼玉电视）－主持
- 桃のささやき #4（2010年8月18日 MONDO TV）
- ビ〜チ9（2012年1月 埼玉电视）－月度嘉宾

### 电视剧
- 嬢王 Virgin （2009年10月2日 ～12月18日  東京電視台） - 神崎 エリナ 出演
- 闇金ウシジマくん Season2（2014年1月17日～ 毎日放送） - 太田ハル子 出演